# Nakajima C6N Saiun
Разведчик Заря (Накадзима C6N) ВМС Императорской Японии  (яп.  Кайгун кандзё тэйсацуки Сайун/Накадзима Си-року-эн) — трехместный цельнометаллический разведчик корабельного базирования ВМС Императорской Японии Второй мировой войны. Разработан в КБ авиационного завода Накадзима под руководством ведущих инженеров Я. Фукуды и Ё. Ямамото. Полёт опытной машины состоялся 15 мая 1943 года. Принят на вооружение ВМС Императорской Японии весной 1944 года. Условное обозначение ВВС союзников — Мирт (Myrt).
Кроме разведчиков, на вооружение ВМС Императорской Японии также поступали ночные перехватчики ПВО для перехвата над метрополией стратегических бомбардировщиков ВС США. Hочной истребитель C6N1-S с экипажем из двух человек нес две скорострельные авиапушки наклонно в гаргроте. Заря стал самым скоростным перехватчиком ПВО ВМС Императорской Японии, но эффективность ночного применения ограничивалась отсутствием поисковой РЛС. Заря стал последним сбитым самолётом во Второй мировой войне. 15.08.1945 капитан-лейтенант ВМС США Рейди перехватил и сбил одиночную Зарю.

## Конструкция
Выпускался в вариантах разведчика (С6N1, С6N2) и перехватчика ночной ПВО (С6N1-S и С6N3-S). Экипаж разведчика состоял из лётчика, штурмана и стрелка-радиста, ночного перехватчика — лётчика и стрелка-радиста.

### Фюзеляж
Цельнометаллический низкоплан с узким фюзеляжем полумонокок, что уменьшает лобовое сопротивление. В носовой части двигатель, агрегаты топливной автоматики и маслобак с радиатором. В центральной – застекленная кабина для полётов в простых и сложных метеоусловиях, днём и ночью. Штурман-командир за пилотом. Сдвижная часть фонаря открывается назад. В кабине командира навигационное оборудование и авиафотоаппараты F-8 и К-8. В полу фотоиллюминатор прямоугольной формы, на торпедоносцах – прицельное оборудование. За командиром стрелок-радист с радиостанцией и турельным пулеметом. В варианте перехватчика экипаж включает лётчика и стрелка-радиста, в средней кабине – пушечная установка. Хвостовая часть – монокок из киля, стабилизатора, гака и стойки шасси.

### Центроплан
Ламинарное крыло малого удлинения цельнометаллическое, двухлонжеронное с двутавровыми лонжеронами и ферменными нервюрами. Малое удлинение позволило получить возможность корабельного базирования без складывания законцовок. Свободный объём между лонжеронами занимают топливные баки (1,3 тыс. л), в нижней части — ниши шасси. Для снижения посадочной скорости по длине задней кромки устанавливались двухщелевые закрылки Фаулера большого удлинения. Угол отклонения первой секции 45 гр., второй 65 гр. Элероны имеют максимальный угол 25 гр./18 гр. вверх/вниз, в посадочном режиме — 10/15 гр. Для уменьшения усилия на ручке элероны имеют триммер. По передней кромке автопредкрылок на половину размаха. Штанга ПВД установлена на левой консоли.

### Оперение
Хвостовое оперение — цельнометаллическое с двухлонжеронным стабилизатором с некоторым отклонением от оси для компенсации крутящего момента. Рули направления и высоты – дюралюминиевые с полотняной обшивкой и триммером. Для облегчения корабельного базирования, в стояночном положении руль направления сложен вперёд по левой стороне. Управление рулевыми поверхностями жёсткое, от ручки управления и педалей.

### Шасси
Шасси трёхстоечное с  гидросистемой уборки в крыло и пневматическими колодочными тормозами. Хвостовая стойка убирается в фюзеляж назад. посадочный гак убирается в нишу в нижней части фюзеляжа.

### Силовая установка
На опытной машине установлен двигатель Слава  (яп.  Хомарэ) (Д-45 авиации Сухопутных войск) КБ Накадзима (звездообразный 18-цил., 1,8 тыс. л. с.) с четырёхлопастным металлическим ВИШ (3,5 м). Емкость десяти крыльевых баков 1,4 тыс. л. На серийных машинах, опытных второй модификации и Заря-М  (яп.  Сайун-Кай) установлена Слава-2 (2 тыс. л. с., Д-45-2 для Сухопутных войск) с лицензионным цельнометаллическим ВИШ. Проекты Заря-М2 и -М4 предусматривали установку турбированого МК9А (2,2 тыс. л. с., "Д-43" авиации Сухопутных войск). Характерным признаком был смещенный влево маслорадиатор. Двигатели устанавливались на мотораму на первом шпангоуте. Капот из быстросъёмных панелей обеспечивал доступ ко всем агрегатам, поток воздуха регулировался створками в задней части капота. Между двигателем и противопожарной перегородкой располагались маслобак (56 л), электростартер, генератор, топливный и гидравлические насосы.

### Вооружение
Разведчик нес турельный пулемёт АП-1 (лицензионный MG-15 7,92 мм, 1,3 тыс. выстр./мин., боезапас 825 патр.), перехватчик – пару синхронизированных АП-3 (лицензионный Гочкисс 13,2 мм мм) и турельный АП-1. Разведчик мог нести авиаторпеду Т-91 или авиабомбу БРАБ-99 (800 кг). Проект Заря-М предусматривал пару авиапушек 20 мм или одну 30 мм в гаргроте.

## Технические характеристики

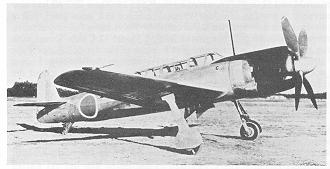
Заря на полевом аэродроме ВМС

| Разведчик Заря                      |                                                                             |
| Характеристики                      | Первая модификация (C6N1)                                                   |
| Технические                         |                                                                             |
| Экипаж                              | 3 чел. (2 чел.)                                                             |
| Длина                               | 11 м                                                                        |
| Высота                              | 3,96 м                                                                      |
| Размах (площадь) крыла              | 12,5 м (25, 5 м²)                                                           |
| Нагрузка на крыло                   | 176 кг/м²                                                                   |
| Масса пустого (снаряженная)         | 2,9 т (5,3 т)                                                               |
| Силовая установка                   | Слава (1990 л. с.)                                                          |
| Лётные                              |                                                                             |
| Максимальная (крейсерская) скорость | 606 км/ч (387 км/ч)                                                         |
| Дальность                           | 5300 км                                                                     |
| Потолок                             | 10,7 км                                                                     |
| Скороподъёмность                    | 12 м/с                                                                      |
| Тяговооружённость                   | 340 л. с./кг                                                                |
| Вооружение                          |                                                                             |
| Стрелковое                          | Разведчик АП-1 (7,92 мм) на турели Перехватчик пара АП-2 (20 мм) в гаргроте |
| Подвесное                           | Разведчик Т-91М/БРАБ-99 (до 800 кг)                                         |